# Krupa na Uni
Krupa na Uni je općina u Bosni i Hercegovini, u entitetu Republici Srpskoj.
Općina Krupa na Uni je formiranao od dijela prijeratne općine Bosanska Krupa koji je nakon Daytonskog sporazuma pripao Republici Srpskoj. Radi se o siromašnoj i maloj općini, nastanjenoj pretežno srpskim stanovništvom.

## Zemljopis
Općina se proteže od rijeke Une (koju ne dodiruje) do padina Grmeča u mjestu Hašani. Reljef je planinski. Najveća rijeka je Vojskova koja izvire u Federaciji BiH, a ulijeva se u rijeku Unu u mjestu Rudice, općina Bosanski Novi. Vojskova je u općini Krupa na Uni stvorila nanje naplavne doline od kojih je najveća Balinje bare.

## Povijest
Ovaj prostor u srednjem vijeku naseljavaju Hrvati i nalazi se u sastavu Hrvatskog Kraljevstva, a kasnije je i dio Zagrebačke županije i biskupije. 

Povijest samostalne općine datira od Daytonskog sporazuma. Tada je povučena entitetska granica između Republike Srpske i Federacije BiH koja je prolazila i sjevernim dijelom općine Bosanska Krupa. Dio općine Bosanska Krupa koji je pripao RS dobiva status općine pod nazivom Krupa na Uni.

## Stanovništvo

### Popis 2013.
| Stanovništvo općine Krupa na Uni |                |
| godina popisa                    | 2013.          |
| Srbi                             | 1.592 (99,69%) |
| Bošnjaci                         | 3 (0,19%)      |
| Hrvati                           | 2 (0,13%)      |
| ostali i nepoznato               | 0              |
| ukupno                           | 1.597          |

Krupa na Uni je rijetko naseljena općina. Podijeljena je u mjesne zajednice Hašani, Mali Dubovik, Srednji Dubovik, Donji Dubovik, Donji Petrovići, Osredak i Bušević. Stanovnici ove općine su pretežno kršćani, pravoslavne orijentacije. Velik dio ljudi s ovog područja je iselio u potrazi za poslom. Najveći dio iseljenika se nalazi u Hrvatskoj, Srbiji, Sloveniji, Austriji i Njemačkoj. 

## Naseljena mjesta
Općinu Krupa na Uni sačinjavaju sljedeća naseljena mjesta:
Donji Dubovik, 
Donji Petrovići, 
Gornji Bušević,
Hašani,
Mali Dubovik,
Osredak, 
Otoka, 
Potkalinje,
Srednji Bušević,
Srednji Dubovik,
Srednji Petrovići (ranije Arapuša) i
Veliki Dubovik.
Navedena naseljena mjesta su do potpisivanja Daytonskog mirovnog sporazuma bila u sastavu općine Bosanska Krupa koja je ušla u sastav Federacije BiH.

## Uprava
Izvršnu vlast obavlja načelnik. Zakonodavnu vlast ima Skupština općine koja ima 13 vijećnika.

## Gospodarstvo
Stanovništvo se bavi poljoprivredom, a tek manji dio uslužnim djelatnostima (trgovina i ugostiteljstvo). Nema industrijskih pogona. U mjestu Osredak postoji pogon za obradu konfekcije. Stanovništvo se bavi ekstenzivno stočarstvom i ratarstvom.

## Poznate osobe
Veliki krajiški pisac Branko Ćopić je rođen u Hašanima. Njemu u čast podignut je spomenik u Hašanima i Osnovna škola u Donjem Duboviku nosi njegovo ime.

## Obrazovanje
U općini Krupa na Uni nema srednje škole. U Donjem Duboviku je matična osnovna škola za cijelu općinu OŠ Branka Ćopića. Zbog slabe povezanosti općine djeca iz područnih škola Osredak i Bušević ne nastavljaju obrazovanje u matičnoj školi, već u više razrede osnovne škole odlaze u Novi Grad.

## Religija
Pravoslavna crkva je organizirana unutar Bihaćko-petrovačke eparhije, parohija Krupske, Rujško-dubovičke i Buševićko-blatnjanske.

## Vanjske poveznice
- Službene stranice